# Tvardița
Tvardiţa (ryska: Твардица) är en ort i Moldavien. Den ligger i distriktet Taraclia rajon, i den södra delen av landet. Tvardiţa ligger 104 meter över havet och antalet invånare är 5 800.
Terrängen runt Tvardiţa är huvudsakligen platt. Trakten runt Tvardiţa består till största delen av jordbruksmark.